# HaCaT
HaCaT – nienowotworogenna, unieśmiertelniona linia komórkowa keratynocytów człowieka. Linia wykazuje różnicowanie typowe dla keratynocytów. Jest to pierwsza chronologicznie linia keranocytarna.